# Ipomoea subspicata
Ipomoea subspicata là một loài thực vật có hoa trong họ Bìm bìm. Loài này được (Meisn.) O'Donell mô tả khoa học đầu tiên năm 1950.